# Saison 1979 de la WTA
Vainqueurs des tournois majeurs

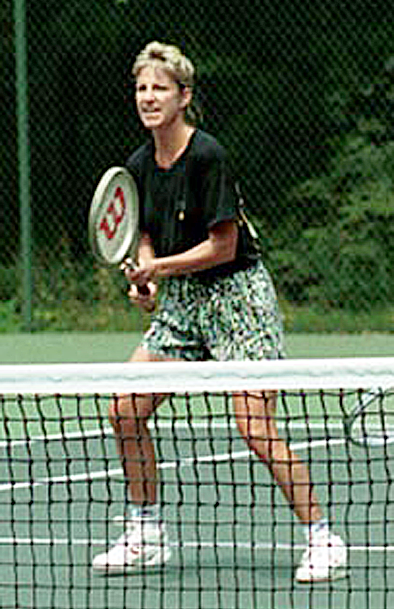
Chris Evert jouant au tennis à Camp David

Résultats des tournois de tennis organisés par la Women's Tennis Association (WTA) en 1979 :

## Organisation de la saison
Indépendamment des quatre tournois du Grand Chelem (organisés par la Fédération internationale de tennis), la saison 1979 de tennis féminin  de la WTA est, pour l'essentiel, scindée en deux circuits professionnels majeurs : 
- de janvier à mars : les Avon Series,
- toute l'année : les Colgate Series.

Un certain nombre de tournois n'appartiennent à aucun de ces deux circuits (« non-Tour events »).
À ce calendrier s'ajoutent aussi deux épreuves par équipes nationales : la Coupe de la Fédération et la Wightman Cup.

### Avon Series
Les tournois Avon Series se déroulent exclusivement aux États-Unis, à l'exception du Futures of Canada.
Fin mars, le Masters voit s'affronter les huit joueuses ayant réalisé les meilleurs résultats de ces Avon Series.

### Colgate Series
Les tournois Colgate Series se déroulent quant à eux dans le monde entier.
En janvier 1980,  le Colgate Series Championships confronte les huit joueuses ayant réalisé les meilleurs résultats de ces Colgate Series de la saison 1979.

## Palmarès

### Simple
| No | Date       | Nom et lieu du tournoi                           | Catégorie      | Dotation  | Surface         | Vainqueure          | Finaliste           | Score           |         |
| -- | ---------- | ------------------------------------------------ | -------------- | --------- | --------------- | ------------------- | ------------------- | --------------- | ------- |
| 1  | 01/01/1979 | Avon Futures of Austin, Austin                   | Futures        | 25 000 $  | NC              | Betty-Ann Stuart    | Barbara Jordan      | 6-3, 5-7, 7-5   | Tableau |
| 2  | 01/01/1979 | Avon Championships of Washington, Washington     |                | 125 000 $ | Moquette (int.) | Tracy Austin        | Martina Navrátilová | 6-3, 6-2        | Tableau |
| 3  | 08/01/1979 | Avon Future of San Antonio, San Antonio          | Futures        | 25 000 $  | NC              | Kathy Jordan        | Linda Siegel        | 6-2, 7-5        | Tableau |
| 4  | 08/01/1979 | Avon Championships of California, Oakland        |                | 125 000 $ | Moquette (int.) | Martina Navrátilová | Chris Evert         | 7-5, 7-5        | Tableau |
| 5  | 15/01/1979 | Avon Futures of Pasadena, Pasadena               | Futures        | 25 000 $  | NC              | Sharon Walsh        | Diane Desfor        | 6-3, 6-4        | Tableau |
| 6  | 15/01/1979 | Avon Championships of Houston, Houston           |                | 125 000 $ | Moquette (int.) | Martina Navrátilová | Virginia Wade       | 6-3, 6-2        | Tableau |
| 7  | 22/01/1979 | Avon Futures of Boise, Boise                     | Futures        | 25 000 $  | Dur (int.)      | Sylvia Hanika       | Sherry Acker        | 6-3, 6-2        | Tableau |
| 8  | 22/01/1979 | Avon Championships of Florida, Hollywood         |                | 150 000 $ | Moquette (int.) | Greer Stevens       | Dianne Fromholtz    | 6-4, 2-6, 6-4   | Tableau |
| 9  | 29/01/1979 | Avon Futures of Toronto, Toronto                 | Futures        | 25 000 $  | Dur (int.)      | Barbara Potter      | Bettina Bunge       | 6-1, 6-4        | Tableau |
| 10 | 29/01/1979 | Avon Championships of Chicago, Chicago           |                | 200 000 $ | Moquette (int.) | Martina Navrátilová | Tracy Austin        | 6-3, 6-4        | Tableau |
| 11 | 05/02/1979 | Avon Futures of Montreal, Montréal               | Futures        | 25 000 $  | Dur (int.)      | Hana Mandlíková     | Leslie Allen        | 7-6, 6-2        | Tableau |
| 12 | 05/02/1979 | Avon Championships of Seattle, Seattle           |                | 125 000 $ | Moquette (int.) | Chris Evert         | Renée Richards      | 6-1, 3-6, 6-3   | Tableau |
| 13 | 12/02/1979 | Avon Futures of Columbus, Columbus (OH)          | Futures        | 25 000 $  | Dur (int.)      | Rene Blount         | Iva Budařová        | 7-6, 6-1        | Tableau |
| 14 | 12/02/1979 | Avon Championships of Los Angeles, Inglewood     |                | 150 000 $ | Moquette (int.) | Chris Evert         | Martina Navrátilová | 6-3, 6-4        | Tableau |
| 15 | 19/02/1979 | Avon Futures of Atlanta, Atlanta                 | Futures        | 25 000 $  | Dur (int.)      | Sherry Acker        | Pat Medrado         | 6-2, 7-6        | Tableau |
| 16 | 19/02/1979 | Avon Championships of Detroit, Détroit           |                | 150 000 $ | Moquette (int.) | Wendy Turnbull      | Virginia Ruzici     | 7-5, 1-6, 7-6   | Tableau |
| 17 | 25/02/1979 | Avon Qualifying of Roanoke, Roanoke              | Futures        | 7 500 $   | Moquette (int.) | Kathy Mueller       | Elise Burgin        | 3-6, 6-4, 6-2   | Tableau |
| 18 | 26/02/1979 | Avon Championships of Dallas, Dallas             |                | 200 000 $ | Moquette (int.) | Martina Navrátilová | Chris Evert         | 6-4, 6-4        | Tableau |
| 19 | 05/03/1979 | Avon Futures of Fort Myers, Fort Myers           | Futures        | 25 000 $  | Terre (ext.)    | Regina Maršíková    | Janet Newberry      | 6-4, 6-2        | Tableau |
| 20 | 05/03/1979 | Avon Championships of Philadelphie, Philadelphie |                | 125 000 $ | Dur (int.)      | Wendy Turnbull      | Virginia Wade       | 5-7, 6-3, 6-2   | Tableau |
| 21 | 12/03/1979 | Avon Championships of Boston, Boston             |                | 150 000 $ | Moquette (int.) | Dianne Fromholtz    | Sue Barker          | 6-2, 7-6        | Tableau |
| 22 | 13/03/1979 | Avon Futures Championships, Orlando              | Futures        | 35 000 $  | Dur (ext.)      | Kathy Jordan        | Regina Maršíková    | 4-6, 6-1, 6-4   | Tableau |
| 23 | 19/03/1979 | Avon Circuit Championships, New York             | Masters        | 275 000 $ | Moquette (int.) | Martina Navrátilová | Tracy Austin        | 6-3, 3-6, 6-2   | Tableau |
| 24 | 28/03/1979 | WTA-La Costa Tennis Classic, Carlsbad            | Colgate Series | 35 000 $  | Dur (ext.)      | Kerry Reid          | Sue Barker          | 7-6, 3-6, 6-2   | Tableau |
| 25 | 31/03/1979 | Clairol Crown, Carlsbad                          | Exhibition     | 200 000 $ | Dur (ext.)      | Chris Evert         | Dianne Fromholtz    | 3-6, 6-3, 6-1   | Tableau |
| 26 | 09/04/1979 | Family Circle Cup, Hilton Head                   | Colgate Series | 150 000 $ | Terre (ext.)    | Tracy Austin        | Kerry Reid          | 7-6, 7-6        | Tableau |
| 27 | 07/05/1979 | Italian Open, Rome                               | Colgate Series | 100 000 $ | Terre (ext.)    | Tracy Austin        | Sylvia Hanika       | 6-4, 1-6, 6-3   | Tableau |
| 28 | 14/05/1979 | Bancroft Trophy, Vienne                          | Colgate Series | 75 000 $  | Terre (ext.)    | Chris Evert         | Caroline Stoll      | 6-1, 6-1        | Tableau |
| 29 | 21/05/1979 | German Open, Berlin                              |                | 100 000 $ | Terre (ext.)    | Caroline Stoll      | Regina Maršíková    | 7-6, 6-0        | Tableau |
| 30 | 28/05/1979 | Roland-Garros, Paris                             | G. Chelem      | 375 000 $ | Terre (ext.)    | Chris Evert         | Wendy Turnbull      | 6-2, 6-0        | Tableau |
| 31 | 04/06/1979 | Kentish Times Tournament, Beckenham              |                | 8 600 $   | Gazon (ext.)    | Evonne Goolagong    | Pam Shriver         | 6-3, 6-2        | Tableau |
| 32 | 05/06/1979 | Greater Manchester Green Shield, Manchester      |                | NC        | Gazon (ext.)    | Sue Barker          | Anne Hobbs          | 7-5, 4-6, 6-0   | Tableau |
| 33 | 10/06/1979 | Crossley Carpets Trophy, Chichester              |                | 75 000 $  | Gazon (ext.)    | Evonne Goolagong    | Sue Barker          | 6-1, 6-4        | Tableau |
| 34 | 18/06/1979 | Colgate International, Eastbourne                |                | 100 000 $ | Gazon (ext.)    | Chris Evert         | Martina Navrátilová | 7-5, 5-7, 13-11 | Tableau |
| 35 | 25/06/1979 | The Championships, Wimbledon                     | G. Chelem      | 300 000 $ | Gazon (ext.)    | Martina Navrátilová | Chris Evert         | 6-4, 6-4        | Tableau |
| 36 | 23/07/1979 | Head Cup Austrian Open, Kitzbühel                |                | 13 500 $  | Terre (ext.)    | Hana Mandlíková     | Sylvia Hanika       | 2-6, 7-5, 6-3   | Tableau |
| 37 | 30/07/1979 | Wells Fargo Open, San Diego                      |                | 75 000 $  | Dur (ext.)      | Tracy Austin        | Martina Navrátilová | 6-4, 6-2        | Tableau |
| 38 | 06/08/1979 | US Clay Court Championships, Indianapolis        |                | 100 000 $ | Terre (ext.)    | Chris Evert         | Evonne Goolagong    | 6-4, 6-3        | Tableau |
| 39 | 13/08/1979 | Player’s International, Toronto                  | Colgate Series | 35 000 $  | Dur (ext.)      | Laura duPont        | Brigitte Cuypers    | 6-4, 6-7, 6-1   | Tableau |
| 40 | 13/08/1979 | Central Fidelity Bank International, Richmond    |                | 100 000 $ | Moquette (int.) | Martina Navrátilová | Kathy Jordan        | 6-1, 6-3        | Tableau |
| 41 | 20/08/1979 | Volvo Tennis Cup, Mahwah                         |                | 75 000 $  | Dur (ext.)      | Chris Evert         | Tracy Austin        | 6-7, 6-4, 6-1   | Tableau |
| 42 | 27/08/1979 | US Open, Flushing Meadows                        | G. Chelem      | 300 000 $ | Dur (ext.)      | Tracy Austin        | Chris Evert         | 6-4, 6-3        | Tableau |
| 43 | 10/09/1979 | Toray Sillook Open, Tokyo                        |                | 150 000 $ | Dur (ext.)      | Billie Jean King    | Evonne Goolagong    | 6-4, 7-5        | Tableau |
| 44 | 10/09/1979 | Womens Open Greater Pittsburgh, Pittsburgh       |                | 35 000 $  | NC              | Sue Barker          | Renée Richards      | 6-3, 6-1        | Tableau |
| 45 | 24/09/1979 | Davidson’s Classic, Atlanta                      |                | 100 000 $ | Moquette (int.) | Martina Navrátilová | Wendy Turnbull      | 7-6, 6-4        | Tableau |
| 46 | 01/10/1979 | US Indoors, Minneapolis                          | Colgate Series | 100 000 $ | Moquette (int.) | Evonne Goolagong    | Dianne Fromholtz    | 6-3, 6-4        | Tableau |
| 47 | 08/10/1979 | Thunderbird Classic, Phoenix                     | Colgate Series | 100 000 $ | Dur (ext.)      | Martina Navrátilová | Chris Evert         | 6-1, 6-3        | Tableau |
| 48 | 15/10/1979 | Borden Classic, Kyoto                            | Colgate Series | 35 000 $  | NC              | Betsy Nagelsen      | Naoko Sato          | 6-3, 6-4        | Tableau |
| 49 | 22/10/1979 | Florida Federal Open, Tampa                      | Colgate Series | 100 000 $ | Dur (ext.)      | Evonne Goolagong    | Virginia Wade       | 6-0, 6-3        | Tableau |
| 50 | 22/10/1979 | Hit-Union Japan Open, Tokyo                      | Colgate Series | 35 000 $  | Moquette (int.) | Betsy Nagelsen      | Naoko Sato          | 6-1, 3-6, 6-3   | Tableau |
| 51 | 01/11/1979 | SAS Ladies Cup Stockholm Open, Stockholm         | Colgate Series | 35 000 $  | Moquette (int.) | Billie Jean King    | Betty Stöve         | 6-3, 6-74, 7-5  | Tableau |
| 52 | 05/11/1979 | Porsche Grand Prix, Filderstadt                  | Colgate Series | 100 000 $ | Dur (int.)      | Tracy Austin        | Martina Navrátilová | 6-2, 6-0        | Tableau |
| 53 | 19/11/1979 | Daihatsu Challenge, Brighton                     | Colgate Series | 100 000 $ | Moquette (int.) | Martina Navrátilová | Chris Evert         | 6-3, 6-3        | Tableau |
| 54 | 26/11/1979 | Toyota Classic, Melbourne                        | Colgate Series | 100 000 $ | Gazon (ext.)    | Hana Mandlíková     | Wendy Turnbull      | 6-3, 6-2        | Tableau |
| 55 | 26/11/1979 | South African Open, Johannesburg                 |                | 175000 $  | Dur (ext.)      | Brigitte Cuypers    | Tanya Harford       | 7-6, 6-2        | Tableau |
| 56 | 03/12/1979 | NSW Building Society Classic, Sydney             | Colgate Series | 100 000 $ | Gazon (ext.)    | Sue Barker          | Rosalyn Fairbank    | 6-0, 7-5        | Tableau |
| 57 | 10/12/1979 | Berri South Australia Classic, Adélaïde          | Colgate Series | 50 000 $  | Gazon (ext.)    | Hana Mandlíková     | Virginia Ruzici     | 7-5, 2-2, ab.   | Tableau |
| 58 | 15/12/1979 | Emeron Cup, Tokyo                                | Exhibition     | 200 000 $ | Moquette (int.) | Tracy Austin        | Martina Navrátilová | 6-2, 6-1        | Tableau |
| 59 | 17/12/1979 | Nabisco New South Wales Open, Sydney             |                | 50 000 $  | Gazon (ext.)    | Hana Mandlíková     | Bettina Bunge       | 6-3, 3-6, 6-3   | Tableau |
| 60 | 24/12/1979 | Australian Open, Melbourne                       | G. Chelem      | 350 000 $ | Gazon (ext.)    | Barbara Jordan      | Sharon Walsh        | 6-3, 6-3        | Tableau |

### Double
| No | Date       | Nom et lieu du tournoi                          | Catégorie      | Dotation  | Surface         | Vainqueures                          | Finalistes                            | Score          |         |
| -- | ---------- | ----------------------------------------------- | -------------- | --------- | --------------- | ------------------------------------ | ------------------------------------- | -------------- | ------- |
| 1  | 01/01/1979 | Avon Futures of Austin Austin                   | Futures        | 25 000 $  | NC              | Marjorie Blackwood Paula Smith       | Betty-Ann Stuart Valerie Ziegenfuss   | 6-2, 6-4       | Tableau |
| 2  | 01/01/1979 | Avon Championships of Washington Washington     |                | 125 000 $ | Moquette (int.) | Mima Jaušovec Virginia Ruzici        | Sharon Walsh Renée Richards           | 4-6, 6-2, 6-4  | Tableau |
| 3  | 08/01/1979 | Avon Future of San Antonio San Antonio          | Futures        | 25 000 $  | NC              | Kathy Jordan Wendy White             | Bunny Bruning Valerie Ziegenfuss      | 6-2, 6-2       | Tableau |
| 4  | 08/01/1979 | Avon Championships of California Oakland        |                | 125 000 $ | Moquette (int.) | Rosie Casals Chris Evert             | Tracy Austin Betty Stöve              | 3-6, 6-4, 6-3  | Tableau |
| 5  | 15/01/1979 | Avon Futures of Pasadena Pasadena               | Futures        | 25 000 $  | NC              | Laura duPont Sharon Walsh            | Diane Desfor Barbara Hallquist        | 3-6, 7-6, 7-5  | Tableau |
| 6  | 15/01/1979 | Avon Championships of Houston Houston           |                | 125 000 $ | Moquette (int.) | Martina Navrátilová Janet Newberry   | Pam Shriver Betty Stöve               | 4-6, 6-4, 6-2  | Tableau |
| 7  | 22/01/1979 | Avon Futures of Boise Boise                     | Futures        | 25 000 $  | Dur (int.)      | Sherry Acker Mary Carillo            | Stephanie Tolleson Valerie Ziegenfuss | 6-3, 6-2       | Tableau |
| 8  | 22/01/1979 | Avon Championships of Florida Hollywood         |                | 150 000 $ | Moquette (int.) | Tracy Austin Betty Stöve             | Rosie Casals Wendy Turnbull           | 6-2, 2-6, 6-2  | Tableau |
| 9  | 29/01/1979 | Avon Futures of Toronto Toronto                 | Futures        | 25 000 $  | Dur (int.)      | Bunny Bruning Rayni Fox              | Brigitte Cuypers Renáta Tomanová      | 6-4, 6-2       | Tableau |
| 10 | 29/01/1979 | Avon Championships of Chicago Chicago           |                | 200 000 $ | Moquette (int.) | Rosie Casals Betty-Ann Stuart        | Ilana Kloss Greer Stevens             | 3-6, 7-5, 7-5  | Tableau |
| 11 | 05/02/1979 | Avon Futures of Montreal Montréal               | Futures        | 25 000 $  | Dur (int.)      | Marjorie Blackwood Kym Ruddell       | Raquel Giscafré Jane Stratton         | 6-4, 3-6, 6-4  | Tableau |
| 12 | 05/02/1979 | Avon Championships of Seattle Seattle           |                | 125 000 $ | Moquette (int.) | Françoise Dürr Betty Stöve           | Sue Barker Ann Kiyomura               | 7-64, 4-6, 6-4 | Tableau |
| 13 | 12/02/1979 | Avon Futures of Columbus Columbus (OH)          | Futures        | 25 000 $  | Dur (int.)      | Bunny Bruning Yvonne Vermaak         | Marjorie Blackwood Kym Ruddell        | 7-6, 6-4       | Tableau |
| 14 | 12/02/1979 | Avon Championships of Los Angeles Inglewood     |                | 150 000 $ | Moquette (int.) | Rosie Casals Chris Evert             | Martina Navrátilová Anne Smith        | 6-4, 1-6, 6-3  | Tableau |
| 15 | 19/02/1979 | Avon Futures of Atlanta Atlanta                 | Futures        | 25 000 $  | Dur (int.)      | Laura duPont Valerie Ziegenfuss      | Sherry Acker Mary Carillo             | 6-2, 6-3       | Tableau |
| 16 | 19/02/1979 | Avon Championships of Detroit Détroit           |                | 150 000 $ | Moquette (int.) | Wendy Turnbull Betty Stöve           | Sue Barker Ann Kiyomura               | 6-4, 7-6       | Tableau |
| 17 | 25/02/1979 | Avon Qualifying of Roanoke Roanoke              | Futures        | 7 500 $   | Moquette (int.) | Caryn Copeland Heather Ludloff       | Raquel Giscafré Jane Stratton         | 6-3, 6-3       | Tableau |
| 18 | 26/02/1979 | Avon Championships of Dallas Dallas             |                | 200 000 $ | Moquette (int.) | Martina Navrátilová Anne Smith       | Chris Evert Rosie Casals              | 7-6, 6-2       | Tableau |
| 19 | 05/03/1979 | Avon Futures of Fort Myers Fort Myers           | Futures        | 25 000 $  | Terre (ext.)    | Diane Desfor Barbara Hallquist       | Marjorie Blackwood Kym Ruddell        | 6-4, 6-4       | Tableau |
| 20 | 05/03/1979 | Avon Championships of Philadelphie Philadelphie |                | 125 000 $ | Dur (int.)      | Françoise Dürr Betty Stöve           | Renée Richards Virginia Wade          | 6-4, 6-2       | Tableau |
| 21 | 12/03/1979 | Avon Championships of Boston Boston             |                | 150 000 $ | Moquette (int.) | Kerry Reid Wendy Turnbull            | Sue Barker Ann Kiyomura               | 6-4, 6-2       | Tableau |
| 22 | 13/03/1979 | Avon Futures Championships Orlando              | Futures        | 35 000 $  | Dur (ext.)      | Sherry Acker Mary Carillo            | Marjorie Blackwood Kym Ruddell        | 7-6, 2-6, 7-6  | Tableau |
| 23 | 19/03/1979 | Avon Circuit Championships New York             | Masters        | 275 000 $ | Moquette (int.) | Françoise Dürr Betty Stöve           | Sue Barker Ann Kiyomura               | 7-6, 7-6       | Tableau |
| 24 | 28/03/1979 | WTA-La Costa Tennis Classic Carlsbad            | Colgate Series | 35 000 $  | Dur (ext.)      | Marcie Louie Regina Maršíková        | Peanut Louie Marita Redondo           | 6-2, 2-6, 6-4  | Tableau |
| 25 | 04/04/1979 | Bridgestone Doubles Tokyo                       |                | 150 000 $ | Moquette (int.) | Françoise Dürr Betty Stöve           | Sue Barker Ann Kiyomura               | 7-5, 7-6       | Tableau |
| 26 | 09/04/1979 | Family Circle Cup Hilton Head                   | Colgate Series | 150 000 $ | Terre (ext.)    | Rosie Casals Martina Navrátilová     | Françoise Dürr Betty Stöve            | 6-4, 7-5       | Tableau |
| 27 | 07/05/1979 | Italian Open Rome                               | Colgate Series | 100 000 $ | Terre (ext.)    | Betty Stöve Wendy Turnbull           | Evonne Goolagong Kerry Reid           | 6-3, 6-4       | Tableau |
| 28 | 14/05/1979 | Bancroft Trophy Vienne                          | Colgate Series | 75 000 $  | Terre (ext.)    | Marise Kruger Dianne Fromholtz       | Ilana Kloss Betty-Ann Stuart          | 3-6, 6-4, 6-1  | Tableau |
| 29 | 21/05/1979 | German Open Berlin                              |                | 100 000 $ | Terre (ext.)    | Rosie Casals Wendy Turnbull          | Evonne Goolagong Kerry Reid           | 6-2, 7-5       | Tableau |
| 30 | 28/05/1979 | Roland-Garros Paris                             | G. Chelem      | 375 000 $ | Terre (ext.)    | Betty Stöve Wendy Turnbull           | Françoise Dürr Virginia Wade          | 3-6, 7-5, 6-4  | Tableau |
| 31 | 04/06/1979 | Kentish Times Tournament Beckenham              |                | 8 600 $   | Gazon (ext.)    | Jo Durie Debbie Jevans               | Elizabeth Little Keryn Pratt          | 6-1, 6-4       | Tableau |
| 32 | 05/06/1979 | Greater Manchester Green Shield Manchester      |                | NC        | Gazon (ext.)    | Cynthia Sieler Sharon Walsh          | Sue Barker Anne Hobbs                 | 6-3, 6-2       | Tableau |
| 33 | 10/06/1979 | Crossley Carpets Trophy Chichester              |                | 75 000 $  | Gazon (ext.)    | Greer Stevens Wendy Turnbull         | Billie Jean King Martina Navrátilová  | 6-3, 1-6, 7-5  | Tableau |
| 34 | 18/06/1979 | Colgate International Eastbourne                |                | 100 000 $ | Gazon (ext.)    | Betty Stöve Wendy Turnbull           | Ilana Kloss Betty-Ann Stuart          | 6-2, 6-2       | Tableau |
| 35 | 25/06/1979 | The Championships Wimbledon                     | G. Chelem      | 300 000 $ | Gazon (ext.)    | Billie Jean King Martina Navrátilová | Betty Stöve Wendy Turnbull            | 5-7, 6-3, 6-2  | Tableau |
| 36 | 23/07/1979 | Head Cup Austrian Open Kitzbühel                |                | 13 500 $  | Terre (ext.)    | Helen Anliot Diane Evers             | Virginia Ruzici Elly Appel            | 6-0, 6-4       | Tableau |
| 37 | 30/07/1979 | Wells Fargo Open San Diego                      |                | 75 000 $  | Dur (ext.)      | Rosie Casals Martina Navrátilová     | Ann Kiyomura Betty-Ann Stuart         | 3-6, 6-4, 6-2  | Tableau |
| 38 | 06/08/1979 | US Clay Court Championships Indianapolis        |                | 100 000 $ | Terre (ext.)    | Kathy Jordan Anne Smith              | Penny Johnson Paula Smith             | 6-1, 6-0       | Tableau |
| 39 | 13/08/1979 | Player’s International Toronto                  | Colgate Series | 35 000 $  | Dur (ext.)      | Lea Antonoplis Diane Evers           | Chris O'Neil Mimi Wikstedt            | 2-6, 6-1, 6-3  | Tableau |
| 40 | 13/08/1979 | Central Fidelity Bank International Richmond    |                | 100 000 $ | Moquette (int.) | Betty Stöve Wendy Turnbull           | Billie Jean King Martina Navrátilová  | 6-1, 6-4       | Tableau |
| 41 | 20/08/1979 | Volvo Tennis Cup Mahwah                         |                | 75 000 $  | Dur (ext.)      | Tracy Austin Betty Stöve             | Mima Jaušovec Regina Maršíková        | 7-6, 2-6, 6-4  | Tableau |
| 42 | 27/08/1979 | US Open Flushing Meadows                        | G. Chelem      | 300 000 $ | Dur (ext.)      | Betty Stöve Wendy Turnbull           | Billie Jean King Martina Navrátilová  | 6-4, 6-3       | Tableau |
| 43 | 10/09/1979 | Womens Open Greater Pittsburgh Pittsburgh       |                | 35 000 $  | NC              | Sue Barker Candy Reynolds            | Bunny Bruning Jane Stratton           | 6-3, 6-2       | Tableau |
| 44 | 24/09/1979 | Davidson’s Classic Atlanta                      |                | 100 000 $ | Moquette (int.) | Wendy Turnbull Betty Stöve           | Ann Kiyomura Anne Smith               | 6-2, 6-4       | Tableau |
| 45 | 01/10/1979 | US Indoors Minneapolis                          | Colgate Series | 100 000 $ | Moquette (int.) | Billie Jean King Martina Navrátilová | Betty Stöve Wendy Turnbull            | 6-4, 7-6       | Tableau |
| 46 | 08/10/1979 | Thunderbird Classic Phoenix                     | Colgate Series | 100 000 $ | Dur (ext.)      | Betty Stöve Wendy Turnbull           | Rosie Casals Chris Evert              | 6-4, 7-6       | Tableau |
| 47 | 15/10/1979 | Borden Classic Kyoto                            | Colgate Series | 35 000 $  | NC              | Yu Li-Qiao Chen Chuan                | Sue Saliba Mary Sawyer                | 7-6, 3-6, 7-5  | Tableau |
| 48 | 22/10/1979 | Hit-Union Japan Open Tokyo                      | Colgate Series | 35 000 $  | Moquette (int.) | Penny Johnson Betsy Nagelsen         | Yu Li-Qiao Chen Chuan                 | 3-6, 6-4, 7-6  | Tableau |
| 49 | 22/10/1979 | Florida Federal Open Tampa                      | Colgate Series | 100 000 $ | Dur (ext.)      | Anne Smith Virginia Ruzici           | Ilana Kloss Betty-Ann Stuart          | 7-5, 4-6, 7-5  | Tableau |
| 50 | 01/11/1979 | SAS Ladies Cup Stockholm Open Stockholm         | Colgate Series | 35 000 $  | Moquette (int.) | Betty Stöve Wendy Turnbull           | Billie Jean King Ilana Kloss          | 7-5, 7-6       | Tableau |
| 51 | 05/11/1979 | Porsche Grand Prix Filderstadt                  | Colgate Series | 100 000 $ | Dur (int.)      | Billie Jean King Martina Navrátilová | Betty Stöve Wendy Turnbull            | 6-3, 6-3       | Tableau |
| 52 | 19/11/1979 | Daihatsu Challenge Brighton                     | Colgate Series | 100 000 $ | Moquette (int.) | Ann Kiyomura Anne Smith              | Ilana Kloss Laura duPont              | 6-2, 6-1       | Tableau |
| 53 | 26/11/1979 | Toyota Classic Melbourne                        | Colgate Series | 100 000 $ | Gazon (ext.)    | Wendy Turnbull Billie Jean King      | Anne Smith Dianne Fromholtz           | 6-3, 6-3       | Tableau |
| 54 | 26/11/1979 | South African Open Johannesburg                 |                | 175000 $  | Dur (ext.)      | Lesley Charles Tanya Harford         | Françoise Dürr Marise Kruger          | 6-1, 6-3       | Tableau |
| 55 | 03/12/1979 | NSW Building Society Classic Sydney             | Colgate Series | 100 000 $ | Gazon (ext.)    | Wendy Turnbull Billie Jean King      | Pam Shriver Sue Barker                | 7-5, 6-4       | Tableau |
| 56 | 10/12/1979 | Berri South Australia Classic Adélaïde          | Colgate Series | 50 000 $  | Gazon (ext.)    | Hana Mandlíková Virginia Ruzici      | Sue Barker Pam Shriver                | 2-6, 6-4, 6-4  | Tableau |
| 57 | 17/12/1979 | Nabisco New South Wales Open Sydney             |                | 50 000 $  | Gazon (ext.)    | Diane Desfor Barbara Hallquist       | Barbara Jordan Kym Ruddell            | 4-6, 6-2, 6-2  | Tableau |
| 58 | 24/12/1979 | Australian Open Melbourne                       | G. Chelem      | 350 000 $ | Gazon (ext.)    | Judy Connor Diane Evers              | Leanne Harrison Marcella Mesker       | 6-2, 1-6, 6-0  | Tableau |

### Double mixte
| No | Date       | Nom et lieu du tournoi      | Catégorie | Dotation  | Surface      | Vainqueures               | Finalistes                 | Score         |         |
| -- | ---------- | --------------------------- | --------- | --------- | ------------ | ------------------------- | -------------------------- | ------------- | ------- |
| 1  | 28/05/1979 | Roland-Garros Paris         | G. Chelem | 375 000 $ | Terre (ext.) | Wendy Turnbull Bob Hewitt | Virginia Ruzici Ion Țiriac | 6-3, 2-6, 6-1 | Tableau |
| 2  | 25/06/1979 | The Championships Wimbledon | G. Chelem | 300 000 $ | Gazon (ext.) | Greer Stevens Bob Hewitt  | Betty Stöve Frew McMillan  | 7-5, 7-6      | Tableau |
| 3  | 27/08/1979 | US Open Flushing Meadows    | G. Chelem | 300 000 $ | Dur (ext.)   | Greer Stevens Bob Hewitt  | Betty Stöve Frew McMillan  | 6-3, 7-5      | Tableau |

## Classements de fin de saison
| Rang | Joueuse             |
| ---- | ------------------- |
| 1    | Martina Navrátilová |
| 2    | Chris Evert         |
| 3    | Tracy Austin        |
| 4    | Evonne Goolagong    |
| 5    | Billie Jean King    |
| 6    | Dianne Balestrat    |
| 7    | Wendy Turnbull      |
| 8    | Virginia Wade       |
| 9    | Kerry Reid          |
| 10   | Sue Barker          |

## Coupe de la Fédération
| Date     | Lieu                    | Surf.        | Vainqueur                                              | Finaliste                                  | Score |         |
| 30/04/79 | Madrid, RSHE Club Campo | Terre (ext.) | Rosie Casals Tracy Austin Chris Evert Billie Jean King | Wendy Turnbull Dianne Fromholtz Kerry Reid | 3-0   | Tableau |

## Wightman Cup
Épreuve conjointement organisée par l'United States Tennis Association et la Lawn Tennis Association.
| Date | Lieu       | Vainqueur  | Perdant     | Score |
|      | États-Unis | États-Unis | Royaume-Uni |       |

## Sources
- (en) WTA Tour : site officiel
- (en) [PDF] WTA Tour : palmarès complet 1971-2011